# Acqui Foot Ball Club 1914-1915
Questa voce raccoglie le informazioni riguardanti il Acqui Foot Ball Club nelle competizioni ufficiali della stagione 1914-1915.

## Stagione
L'Acqui affrontò nella stagione 1914-1915 il suo primo campionato nella massima serie calcistica italiana. L'Acqui esordì in campionato il 4 ottobre contro il Genoa, futuro campione nazionale, nella sconfitta casalinga per 16-0, che risulta il più pesante passivo subito da una squadra sul proprio campo: essa fu dovuta, oltre al maggior tasso tecnico dei rossoblu, anche al fatto che i piemontesi dovettero affrontare l'intera partita in 9 a causa di alcune irregolarità nel tesseramento di Gibelli e Daniè.
L'Acqui terminò al quinto e penultimo posto con tre punti ottenuti frutto di un pareggio esterno e di una vittoria casalinga contro il Liguria F.B.C.

## Divise
La maglia per le partite casalinghe era azzurra con fascia orizzontale riportante i colori della città: bianco e giallo.

## Organigramma societario
Area direttiva
- Presidente: Alessandro Cassone
- Vicepresidente: Giovanni Ivaldi
- Tesoriere: Domenico Sirito
- Censore: Guido Caratti
- Segretario: Luigi Bussi
- Vicesegretario: Giuseppe Pistarino e Emilio Monero

Area tecnica
- Commissione tecnica: Corrado Scoffone, Francesco Gallarotti, Armando Righi
- Direttori del campo: Mario Carletti, Giuseppe Depetris.

## Rosa
| N. |                   | Ruolo | Calciatore      |
| -- | ----------------- | ----- | --------------- |
|    | Italia (bandiera) | P     | U. Milano       |
|    | Italia (bandiera) | P     | Benazzo         |
|    | Italia (bandiera) | D     | Scoffone        |
|    | Italia (bandiera) | D     | Tacci           |
|    | Italia (bandiera) | D     | Trinchero       |
|    | Italia (bandiera) | D-P   | Barberis        |
|    | Italia (bandiera) | D     | Contini         |
|    | Italia (bandiera) | D     | Daniè           |
|    | Italia (bandiera) | D     | Gibelli         |
|    | Italia (bandiera) | C     | Capurro         |
|    | Italia (bandiera) | C     | De Bernardi     |
|    | Italia (bandiera) | C     | Bussi           |
|    | Italia (bandiera) | C     | Perfumo         |
|    | Italia (bandiera) | C     | Giovanni Ivaldi |
|    | Italia (bandiera) | C     | Panizzi         |

| N. |                   | Ruolo | Calciatore     |
| -- | ----------------- | ----- | -------------- |
|    | Italia (bandiera) | C     | Petri          |
|    | Italia (bandiera) | C     | Vertua         |
|    | Italia (bandiera) | C     | Villa          |
|    | Italia (bandiera) | A     | Q. Depretis    |
|    | Italia (bandiera) | A     | Boggero        |
|    | Italia (bandiera) | A     | Dagnino        |
|    | Italia (bandiera) | A     | P. De Giovanni |
|    | Italia (bandiera) | A     | Monero         |
|    | Italia (bandiera) | A     | Morielli       |
|    | Italia (bandiera) | A     | Giusto Sardi   |
|    | Italia (bandiera) | A     | Soldera II     |
|    | Italia (bandiera) | A     | Rapetti        |
|    | Italia (bandiera) | A     | Gamalero       |
|    | Italia (bandiera) | A     | M. Ivaldi      |
|    | Italia (bandiera) | A     | Giardini       |

## Risultati

### Prima Categoria

#### Girone A
| Arbitro: | Resegotti (Milano) |

|  |           |      |
|  | Marcatori | 25’? |

| Arbitro: | Croce (Genova) |

|  |           |                        |
|  | Marcatori | Grillo Dellacasa Bosio |

| Arbitro: | Rebora (Genova) |

|   |           |   |
| ? | Marcatori | ? |

| Arbitro: | Terzolo (Genova) |

|   |           |  |
| ? | Marcatori |  |

| Arbitro: | Vagge (Genova) |

|  |           |   |
|  | Marcatori | ? |

| Arbitro: | Vagge (Genova) |

| |           |  |
| Walsingham 14’, 24’, 56’ Mariani 19’ Sardi 19’, 71’, 78’, 85’ Santamaria 26’, 51’, 88’ De Vecchi 32’ | Marcatori |  |

| Arbitro: | Tacconis (Torino) |

|                              |           |  |
| Smith Grillo Dellacasa Bosio | Marcatori |  |

| Arbitro: | Massa (Vercelli) |

|   |           |   |
| ? | Marcatori | ? |

| Arbitro: | Cartasegna (Biella) |

|  |           |   |
|  | Marcatori | ? |

| Arbitro: | Pelizza (Alessandria) |

|   |           |  |
| ? | Marcatori |  |

## Statistiche

### Statistiche di squadra
| Competizione    | Punti | In casa | In casa | In casa | In casa | In casa | In casa | In trasferta | In trasferta | In trasferta | In trasferta | In trasferta | In trasferta | Totale | Totale | Totale | Totale | Totale | Totale | DR  |
| Competizione    | Punti | G       | V       | N       | P       | Gf      | Gs      | G            | V            | N            | P            | Gf           | Gs           | G      | V      | N      | P      | Gf     | Gs     | DR  |
| --------------- | ----- | ------- | ------- | ------- | ------- | ------- | ------- | ------------ | ------------ | ------------ | ------------ | ------------ | ------------ | ------ | ------ | ------ | ------ | ------ | ------ | --- |
| Prima Categoria | 3     | 5       | 1       | 0       | 4       | 3       | 34      | 5            | 0            | 1            | 4            | 2            | 29           | 10     | 1      | 1      | 8      | 3      | 63     | -60 |